# Stade André-Darrigade
Pour les articles homonymes, voir Darrigade.
Le stade André-Darrigade est un stade omnisports situé à Dax dans le département des Landes. Il est le stade des équipes de la Jeanne d'Arc Dax.

## Historique
Le nom du stade a été choisi en hommage au champion cycliste landais André Darrigade, gloire locale au palmarès bien rempli. Il a été champion de France en 1955, champion du monde en 1959, et a notamment remporté 22 étapes du Tour de France, 1 étape du Tour d'Italie et le Tour de Lombardie en 1956.
Le stade est inauguré le 19 janvier 2008, en présence de l'ancien coureur.

## Structures et équipements
Sur une superficie de 7 hectares, le stade accueille :
- une piscine tournesol,
- une salle omnisports,
- une salle karaté, escrime équipée de gradins pour 272 personnes,
- deux salles spécialisées de gymnastique artistique,
- une salle de practicable,
- une salle de tir à l’arc,
- un pas de tir à l’arc extérieur,
- un terrain d’honneur de football équipé d'une tribune de 300 places,
- un terrain fibré de football,
- un terrain synthétique de football,
- un demi terrain synthétique de football,
- un parking de 300 places.

## Utilisations du stade
Les installations du stade sont notamment utilisées par les clubs omnisports de la Jeanne d'Arc Dax (sections tennis de table, football, football américain, tir à l'arc, karaté, escrime, gymnastique) et de l'Union sportive dacquoise (section natation),.
Il accueille également les clubs de l'Envolée de Dax, le Dax Fight Club, les Dauphins dacquois, le Subaquatique club plongée de Dax, Aquatipus, le Racing club de Dax, Adour Dax Basket et le Corpo club dacquois.